# كاسبر كيور
كاسبر كيور (بالدنماركية: Kasper Kure)‏ هو لاعب كرة قدم دنماركي في مركز الدفاع، ولد في 1982 في آرهوس في الدنمارك. لعب مع آرهوس جمناستيك فورينينغ.